# Grue
Grue is een gemeente in de Noorse provincie Innlandet. De gemeente telde 4777 inwoners in januari 2017. Het gemeentebestuur zetelt in het dorp Kirkenær.

## Ligging
Grue strekt zich uit van de Glomma tot de Zweedse grens. De oostelijke helft van de gemeente is deel van Finnskogen. In het noorden grenst de gemeente aan de gemeente Åsnes, in het westen aan Nord en Sør-Odal, in het zuiden aan Kongsvinger en in het oosten aan Zweden.

## Vervoer
Grue wordt ontsloten door riksvei 2 die parallel aan de Glomma loopt. In het noorden loopt de weg naar Elverum, in het zuiden naar Kongsvinger. Vanaf Kirkenær loopt Fylkesvei 201 Finskogen in richting de Zweedse grens. 
Tot aan het einde van de twintigste eeuw reden er personentreinen door de gemeente over Solørbanen tussen Kongsvinger en Elverum. Er liggen drie stations in de gemeente: Grinder, Kirkenær en Namnå. Alle drie zijn al lang gesloten.

## Plaatsen in de gemeente
Het hoofddorp, Kirkenær, is ook de grootste plaats in de gemeente. Direct ten oosten van Kirkenær ligt Bergesiden. Ten zuiden, aan de Glomma, ligt Grinder, terwijl Namnå ten noorden van Kirkenær ligt. De enige plaats van enige omvang in Finnskogen in de gemeente is Svullrya.

## Geboren
- Tom Harald Hagen (1975), Noors voetbalscheidsrechter

## Afbeeldingen

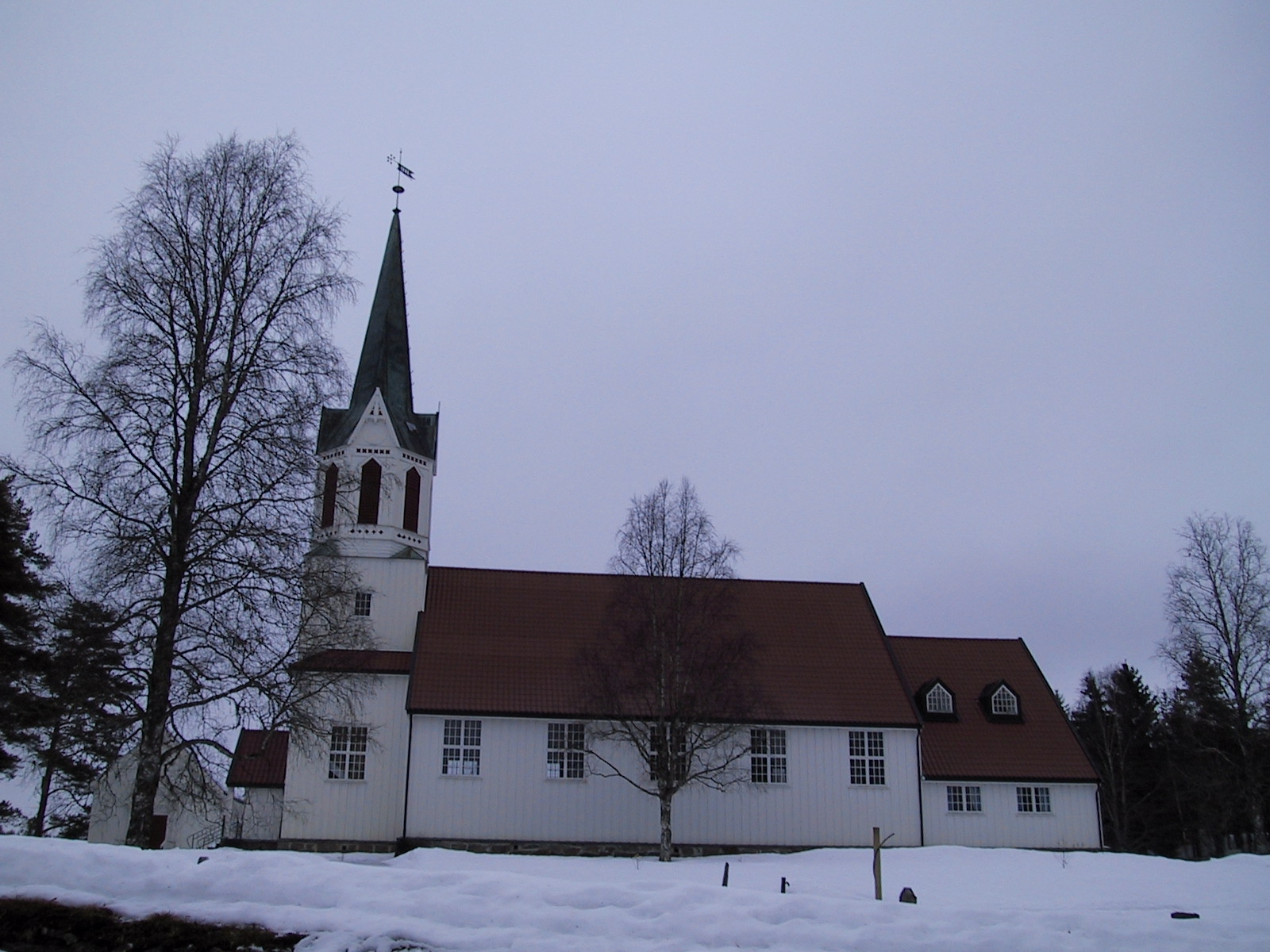
Kerk in Svullrya (2001)
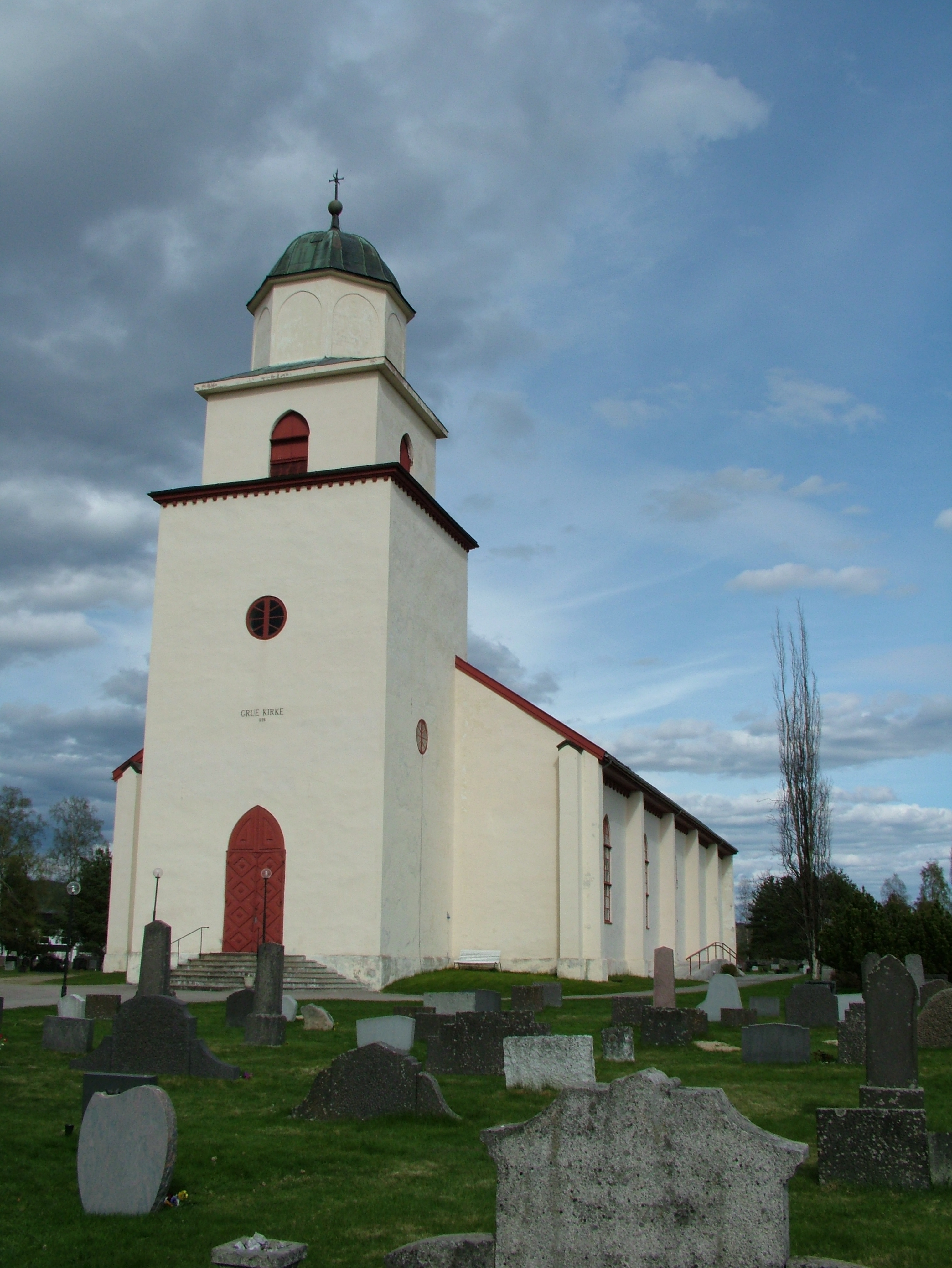
Gruekerk in Kirkenær (2005)
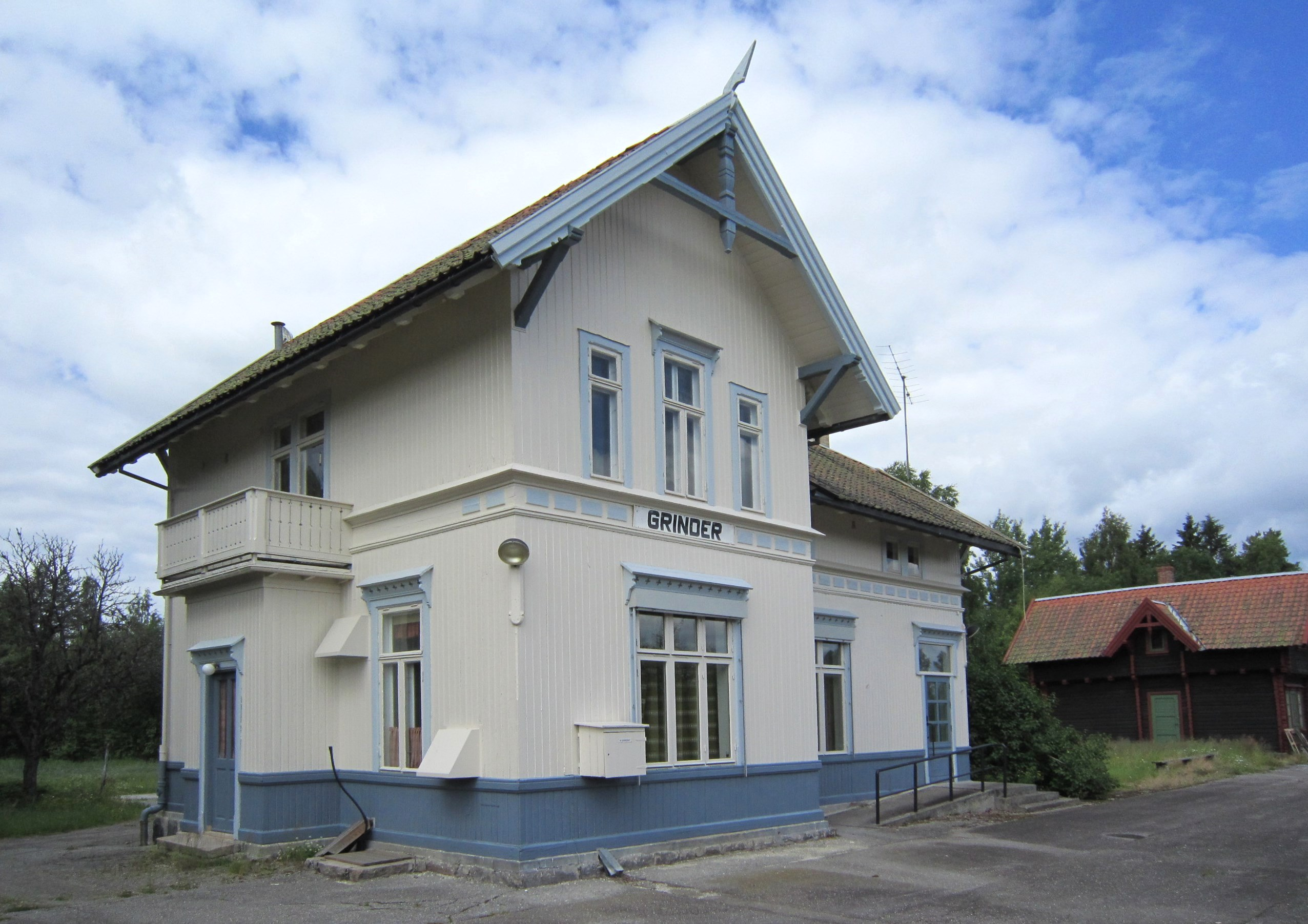
Station in Grinder (2011)
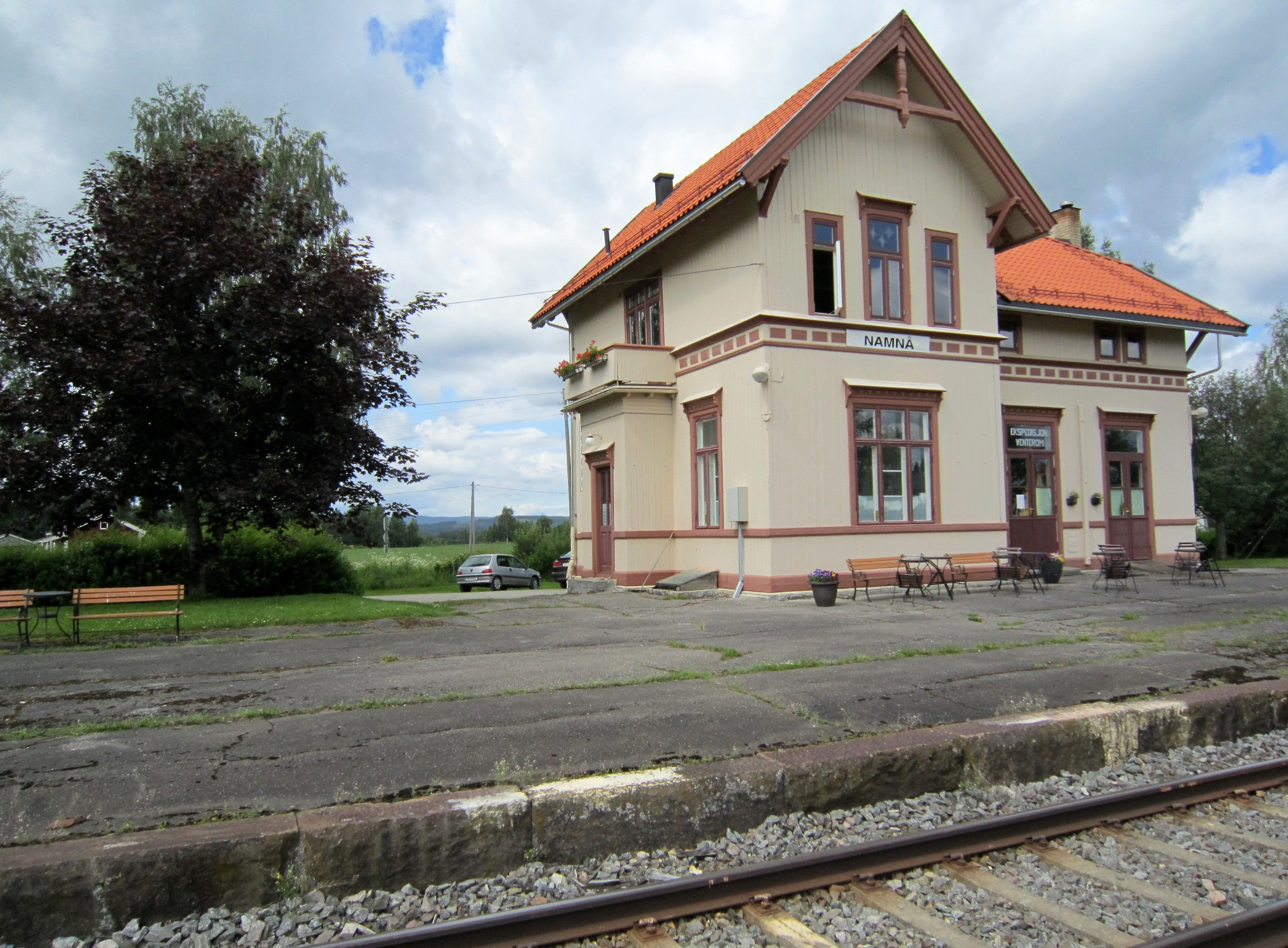
Station in Namnå (2011)

Alvdal · Dovre · Eidskog · Elverum ·  Engerdal · Etnedal · Folldal · Gausdal · Gjøvik · Gran · Grue ·  Hamar · Kongsvinger · Lesja · Lillehammer · Lom ·  Løten · Nord-Aurdal · Nord-Fron · Nord-Odal · Nordre Land · Os · Østre Toten · Øyer · Øystre Slidre · Rendalen · Ringebu · Ringsaker · Sel · Skjåk · Stange · Stor-Elvdal · Søndre Land · Sør-Aurdal · Sør-Fron · Sør-Odal · Tolga · Trysil · Tynset · Vågå · Våler · Vang · Vestre Slidre · Vestre Toten · Åmot · Åsnes

Fylker van Noorwegen